# Hemispingus
Hemispingus és un gènere obsolet d'ocells de la família dels tràupids (Thraupidae).

## Taxonomia
A la classificació del Congrés Ornitològic Internacional (versió 2.5, 2010) aquest gènere figurava format per 15 espècies:
- Hemispingus atropileus.
- Hemispingus auricularis.
- Hemispingus calophrys.
- Hemispingus parodii.
- Hemispingus superciliaris.
- Hemispingus reyi.
- Hemispingus frontalis.
- Hemispingus melanotis.
- Hemispingus ochraceus.
- Hemispingus piurae.
- Hemispingus goeringi.
- Hemispingus rufosuperciliaris.
- Hemispingus verticalis.
- Hemispingus xanthophthalmus.
- Hemispingus trifasciatus.

Es va comprovar però que aquest gènere era polifilètic
I les diferents espècies han estat traslladades a diferents gèneres, com ara Pseudospingus, Poospiza, Kleinothraupis, Sphenopsis i Thlypopsis.